# Ehmsendenkmal

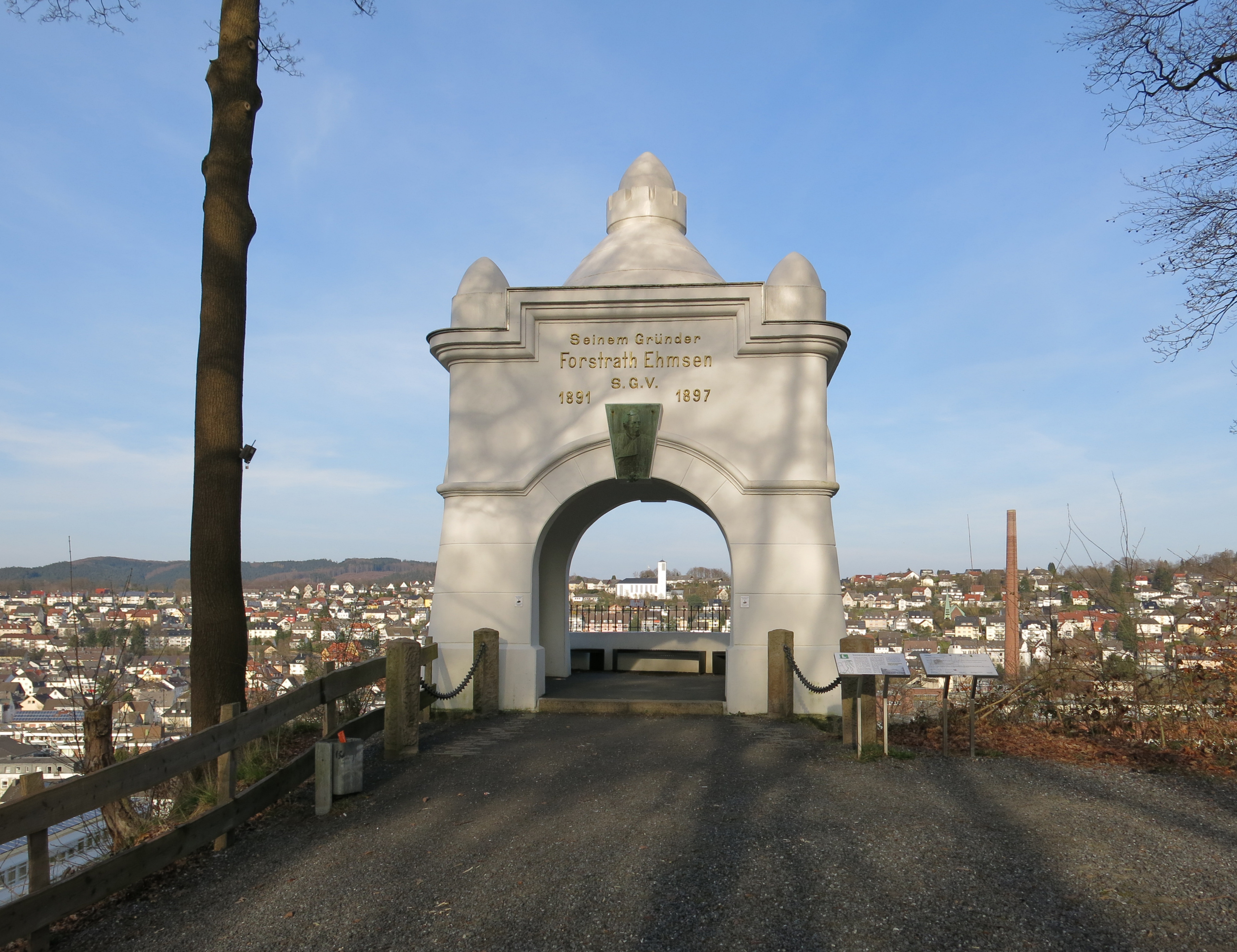
Ehmsendenkmal

Das Ehmsendenkmal in Arnsberg erinnert an den Forstrat und Gründer des Sauerländischen Gebirgsverein (SGV) Ernst Ehmsen.
Im Jahr 1897 hat der SGV zu Ehren des verstorbenen Ehmsen ein Denkmal errichtet. Es handelt sich dabei um einen pavillonähnlichen Kuppelbau von etwa 8 m Höhe. Aufgrund seiner besonderen Akustik wird das Denkmal auch Flüsterhäuschen genannt.
An der Frontseite befindet sich neben einer Darstellung Ehmsens eine Inschrift in Goldschrift: Seinem Gründer SGV und den Jahreszahlen 1891 für die Vereinsgründung und 1897 für den Bau des Denkmals.
Der Bau erhebt sich auf der östlichen Seite des Eichholzes auf einem Felsvorsprung. Er bietet einen eindrucksvollen Blick auf die Altstadt und Neustadt von Arnsberg.
Die Bausubstanz des Ehmsendenkmals wurde zuletzt von Mitte Dezember 2011 bis Herbst 2012 umfangreich saniert. Der Eichholzverein bemüht sich um die Pflege des Ehmsendenkmals.